# Bernd Krechting

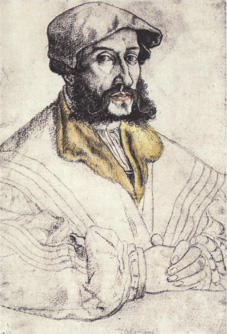
Bernd Krechting

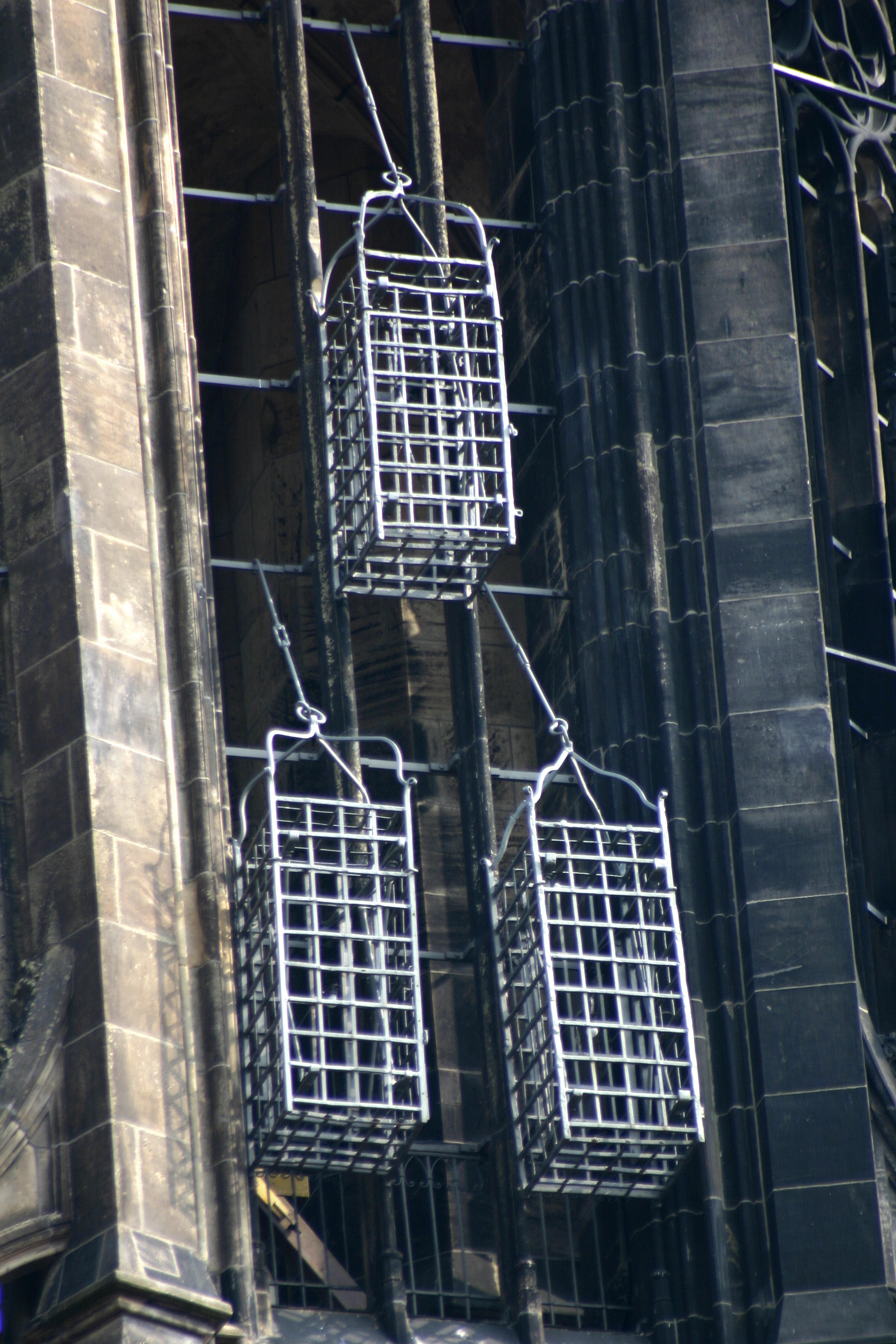
Die originalen Körbe am Turm der Lamberti-Kirche

Bernhard „Bernd“ Krechting (* vor 1500 in Schöppingen, Münsterland; † 22. Januar 1536 in Münster) war einer der Führer des Täuferreichs von Münster.

## Leben
Krechting war ein Sohn des Stadtschreibers und Kirchenmusikers Engelbert Krechting. Wie seine fünf Brüder erhielt er höhere Schulbildung, wurde Geistlicher, Hauslehrer beim Grafen in Bentheim und erlangte eine Pfarrstelle zu Gildehaus in der Grafschaft Bentheim. Als er dort täuferische Lehren verkündete, wurde er entlassen. Er zog mit vielen, die er überzeugt hatte, ins westfälische Münster (in das sogenannte „Neue Jerusalem“). Dort wurde er einer der täuferischen Prädikanten. In der Hofordnung des Jan van Leiden rangierte er als Rat. Bekannter war und ist sein Bruder Heinrich Krechting, der Kanzler des Täuferreichs. Heinrich Krechting entging der Gefangennahme, während Bernd Krechting, wohl auch stellvertretend für seinen Bruder, ein qualvolles Ende auf sich nehmen musste.
Am 22. Januar 1536 wurde er gemeinsam mit Jan van Leiden und Bernd Knipperdolling auf dem Prinzipalmarkt in Münster zu Tode gefoltert. Die Leichen wurden in drei Eisenkörben als  Zeugnis, „daß sie allen unruhigen Geistern zur Warnung und zum Schrecken dienten, daß sie nicht etwas Ähnliches in Zukunft versuchten oder wagten“, am Turm der Lambertikirche aufgehängt, wo die Körbe noch heute zu sehen sind.